# Mabaan (Sprache)
Mabaan ist eine der Luo-Sprachen, die zu den westnilotischen Sprachen gehören, welche wiederum Teil der nilosaharanischen Sprachfamilie sind.
Sie wird von ca. 50.000 Menschen im Sudan gesprochen.

## Anmerkung
Das Mabaan ist nicht zu verwechseln mit dem ebenfalls zur nilosaharanischen Sprachfamilie gehörenden Maba. Maba gehört zum Zweig der Maba-Sprachen, welche auf Englisch Maban languages heißen.